# Nueva versión (videojuegos)
Una nueva versión o adaptación (en inglés: remake, tdl. «rehechura») es, en la industria de los videojuegos, un videojuego versionado de un título anterior; generalmente con el propósito de modernizar un videojuego para aprovechar un hardware más nuevo y enfocado a audiencias contemporáneas. Por lo general, una nueva versión de dicho videojuego comparte esencialmente el mismo título, conceptos fundamentales de jugabilidad y elementos de la historia central del videojuego original.
Las adaptaciones también pueden distanciarse notablemente en diferentes aspectos siendo así consideradas como una recreación o una versión propia o personal del nuevo autor; lo que desemboca en un reinicio (en inglés, reboot) de la franquicia original al reimaginar gran parte de su contenido o aspectos fundamentales.
Las nuevas versiones a menudo las hace el desarrollador original o el titular de los derechos de autor,aunque en ciertas ocasiones son fangames creados por la comunidad de fanáticos,por lo que, dependiendo el caso, pueden verse como parte del fenómeno retrogaming o la escena homebrew.

## Historia
En la historia temprana de los videojuegos, las nuevas versiones fueron generalmente consideradas simplemente como «conversiones». Debido al hardware limitado y, a menudo, altamente divergente, los videojuegos que aparecían en múltiples plataformas por lo general tenían que ser completamente rehechos. Estas conversiones a menudo incluían cambios considerables en los gráficos y la jugabilidad, y podrían considerarse retroactivamente como nuevas versiones, pero se distinguen de las nuevas versiones posteriores en gran parte por la intención. Se crea una conversión con el objetivo principal de adaptar un videojuego a una pieza específica de hardware, generalmente contemporánea o casi contemporánea con la versión original. Un ejemplo temprano fue Gun Fight, la versión reprogramada por Midway en 1975 del videojuego arcade Western Gun de Taito, con la diferencia principal en el uso de un microprocesador en la versión reprogramada en vez de la lógica discreta del original, que permitió gráficos mejorados y una animación más suave. En 1980, Warren Robinett creó Adventure para la Atari 2600, una versión gráfica de la aventura de texto de los años 70 Colossal Cave Adventure. También en 1980, Atari lanzó la primera conversión de videojuego para consola doméstica con licencia oficial de un título de arcade, el éxito de Taito Space Invaders de 1978, para la Atari 2600. El videojuego se convirtió en el primer «vendeconsolas» al cuadruplicar las ventas de la plataforma. Desde entonces, se convirtió en una tendencia común a portar videojuegos de arcade a sistemas domésticos desde la segunda generación de consolas, aunque en ese momento a menudo eran más limitados que los videojuegos de arcade originales debido a las limitaciones técnicas de las consolas domésticas.
En 1985, Sega lanzó un par de nuevas versiones arcade de videojuegos domésticos más antiguos. Pitfall II: Lost Caverns fue efectivamente una nueva versión del Pitfall! original y su secuela con nuevos diseños de nivel y gráficos coloridos y detallados. Ese mismo año, Sega adaptó el juego de PC Choplifter de 1982 para las arcade, tomando la jugabilidad fundamental del original y expandiéndolo en gran medida, agregando nuevos entornos, enemigos y elementos de jugabilidad. Esta versión fue muy exitosa, y luego se adaptó a la Master System y la Famicom. Ambos videojuegos se distinguieron de la mayoría de las conversiones anteriores en que se tomaron grandes libertades con el material original, intentando modernizar tanto la jugabilidad como los gráficos.
Algunos de las primeras nuevas versiones que fueron reconocidos como tales fueron intentos de modernizar los videojuegos según los estándares de los videojuegos posteriores de la serie. Algunos incluso estaban en las mismas plataformas que el original, por ejemplo, Ultima I: The First Age of Darkness, una nueva versión de 1986 del original que apareció en múltiples plataformas, incluida la Apple II, la misma plataforma en la que se originó el juego original. Otras nuevas versiones tempranas de este tipo incluyen las versiones de principios de los años 1990 de King's Quest, Space Quest y Leisure Suit Larry de Sierra. Estos videojuegos utilizaron la tecnología y la interfaz de los videojuegos más recientes de la serie de Sierra, y los activos originales en un estilo dramáticamente diferente. La intención no era simplemente llevar el videojuego a una nueva plataforma, sino modernizar los videojuegos más antiguos que de varias maneras se han quedado obsoletos.
Galaga '88 y Super Space Invaders '91 fueron intentos de revitalizar antiguas franquicias de arcade con gráficos modernizados y nuevos elementos de jugabilidad, a la vez que conservan muchos aspectos característicos de los videojuegos originales. La generación de videojuegos de consolas de 16 bits estaba marcada por gráficos muy mejorados en comparación con la generación anterior, pero a menudo una jugabilidad relativamente similar, lo que llevó a un mayor interés en las nuevas versione de videojuegos de la generación anterior. Super Mario All-Stars rehace toda la serie de NES Mario, y tuvo un gran éxito comercial. Le siguieron las compilaciones de nuevas versiones de las series Ninja Gaiden y Mega Man. A medida que los videojuegos de rol aumentaban en popularidad, Dragon Quest, Ys y Kyūyaku Megami Tensei también fueron rehechos. A mediados de los años 90, Atari lanzó una serie de nuevas versiones con la marca 2000, incluyendo a Tempest 2000, Battlezone 2000 y Defender 2000. Después de la desaparición de Atari, Hasbro continuó la tradición, con nuevas versiones en 3D de Pong, Centipede y Asteroids.
En 1994, la popularidad del CD-ROM llevó al desarrollo de nuevas versiones con voces digitalizadas y, a veces, mejores gráficos, aunque Computer Gaming World observó la «actuación amateur» en muchos videojuegos nuevos y rehechos en CD. La emulación también hizo posible la creación de ports perfectos de videojuegos más antiguos, y las compilaciones se convirtieron en una forma popular para que los editores sacaran provecho de propiedades más antiguas

## Definición
Una nueva versión ofrece una interpretación más reciente de una obra anterior, caracterizada por activos actualizados o modificados. Por ejemplo, The Legend of Zelda: Ocarina of Time 3D y The Legend of Zelda: Majora's Mask 3D para Nintendo 3DS se consideran nuevas versiones de sus versiones originales para Nintendo 64, y no una remasterización o un port, ya que hay nuevos modelos de personajes y paquetes de texturas. The Legend of Zelda: Wind Waker HD para Wii U se consideraría una remasterización, ya que conserva la misma estética mejorada, aunque actualizada, del original.
Una nueva versión generalmente mantiene la misma historia, género y las ideas fundamentales de jugabilidad de la obra original. La intención de una nueva versión es generalmente tomar un videojuego antiguo que se haya quedado desactualizado y actualizarlo para una nueva plataforma y audiencia. Una nueva versión también puede incluir historias ampliadas, a menudo para ajustarse a las convenciones de los videojuegos contemporáneos o títulos posteriores en la misma serie con el fin de hacer que un videojuego sea comercializable para una nueva audiencia.
Por ejemplo, para la nueva versión de Space Quest I de 1991 de Sierra, los desarrolladores usaron el motor, la interfaz de apuntar y hacer clic y el estilo gráfico de Space Quest IV, reemplazando los gráficos y la interfaz del analizador de texto del original. Sin embargo, otros elementos, como la narrativa, los puzles y los decorados, se conservaron en gran medida. Otro ejemplo es Black Mesa, una nueva versión de Half-Life creada completamente desde cero en el motor Source que rehace texturas, recursos, modelos y animaciones faciales del videojuego. Un cambio más notorio fue llevado a cabo en Resident Evil 2 (2019), una nueva versión del videojuego de 1998 Resident Evil 2; mientras que el original usa controles de tanque y ángulos de cámara fijos, la nueva versión presenta una jugabilidad «sobre el hombro» de los videojuegos de disparos en tercera persona similar a Resident Evil 4 y la opción de moverse mientras usan sus armas similar a Resident Evil 6.

### Port
Un port es una conversión de un juego a una nueva plataforma que depende en gran medida de obras y recursos existentes. Un port puede incluir varias mejoras como un mejor rendimiento, resolución y, a veces, incluso contenido adicional, pero se diferencia de una nueva versión en que todavía depende en gran medida de los recursos y el motor originales del videojuego original. A veces, los ports incluso eliminan contenido que estaba presente en la versión original. Por ejemplo, los ports para consolas portátiles de Mortal Kombat II tenían menos personajes que el videojuego arcade original y otros ports de consola debido a las limitaciones de almacenamiento del sistema, pero por lo demás seguían siendo fieles al original en términos de jugabilidad.
En comparación con las nuevas versiones o remasterizaciones intencionales de videojuegos que a menudo se hacen años o décadas después de que salió el original, los ports o conversiones generalmente se lanzan durante la misma generación que el original (la excepción son las versiones de videojuegos móviles de videojuegos de PC, como Grand Theft Auto III, ya que las plataformas de videojuegos móviles no existieron hasta la década de 2010 en adelante). Los ports de consolas domésticas generalmente salieron menos de un año después del videojuego arcade original, como la distribución de Mortal Kombat para consolas domésticas por parte de Acclaim Entertainment. Desde la década de 2000, cuando los lanzamientos de arcade ya no son la plataforma de lanzamiento original para un videojuego, los editores tienden a lanzar el videojuego simultáneamente en varias consolas primero y luego portar a PC más tarde.

### Remasterización
Un port que contiene una gran cantidad de recursos rehechos a veces puede considerarse una remasterización (en inglés, remaster) o una nueva versión parcial, aunque los editores de videojuegos no siempre tienen clara la distinción. Por ejemplo, DuckTales: Remastered utiliza el término «Remastered» («Remasterizado») para distinguirse del videojuego original de NES en el que se basa, a pesar de que es una nueva versión desde cero con un motor y recursos diferentes. En comparación con un port que normalmente se lanza en la misma época que el original, una remasterización se realiza años o décadas después del original para aprovechar las mejoras tecnológicas de la generación (esto último que un port evita hacer). A diferencia de una nueva versión que a menudo cambia la jugabilidad ahora obsoleta, una remasterización es muy fiel al original en ese aspecto (normalmente para atraer al público más conservador) al tiempo que permite solo un número limitado de ajustes de la jugabilidad por conveniencia. Sin embargo, se puede dar el caso de que un juego remasterizado tenga parte de sus contenidos o aspectos rehechos; dejándolo entremedias de un remake y una remasterización como con Crisis Core: Final Fantasy VII Reunion.

### Reinicios
Los videojuegos que utilizan una marca existente pero que son conceptualmente muy diferentes del original, como Wolfenstein 3D (1992) y Return to Castle Wolfenstein (2001), generalmente se consideran reinicios (en inglés, reboots) en lugar de nuevas versiones al reimaginar gran parte de su contenido o aspectos fundamentales.

### Nuevas versiones impulsadas por la comunidad
Los videojuegos que no cuentan con el respaldo de los titulares de los derechos a menudo dan lugar a nuevas versiones creadas por aficionados y comunidades de videojuegos. Un ejemplo es OpenRA, que es una nueva versión modernizada de los videojuegos clásicos de estrategia en tiempo real de 
la serie Command & Conquer. Más allá del soporte multiplataforma, agrega funciones de comodidad y funcionalidad de juego inspiradas en los sucesores de los videojuegos originales. Otros ejemplos notables son Pioneer, una nueva versión y secuela espiritual de Frontier: Elite II; CSBWin una nueva versión del dungeon crawler clásico Dungeon Master, y Privateer Gemini Gold, una nueva versión de Wing Commander: Privateer.
Skywind es una nueva versión creada por fanáticos de Morrowind (2002) que se ejecuta en el Creation Engine de Bethesda y utiliza el código fuente, los recursos y la mecánica de juego de Skyrim (2011). Los desarrolladores del videojuego original, Bethesda Softworks, han otorgado su aprobación a los voluntarios del proyecto. El equipo de la nueva versión incluye más de 70 voluntarios en roles de artista, compositor, diseñador, desarrollador y actor de voz. En noviembre de 2014, el equipo informó haber terminado la mitad del entorno de la nueva versión, más de 10 000 nuevas líneas de diálogo y tres horas de banda sonora inspirada en la serie. El mismo equipo también está trabajando en Skyblivion, una versión de Oblivion (el videojuego entre Morrowind y Skyrim) en el motor de Skyrim, y Morroblivion, una versión de Morrowind en el motor de Oblivion (que todavía tiene una importante base de usuarios en PC más antiguas).

### Demakes
El término demake puede referirse a videojuegos creados deliberadamente con un estilo artístico inspirado en videojuegos más antiguos de una generación de videoconsolas anterior. Aunque las nuevas versiones suelen tener como objetivo adaptar un videojuego de una plataforma más limitada a una más avanzada, el creciente interés en plataformas más antiguas ha inspirado a algunos a hacer lo contrario, rehaciendo o adaptando videojuegos modernos a los estándares técnicos o visuales de plataformas más antiguas, generalmente llegando tan lejos como para implementarlos en plataformas de hardware obsoletas, de ahí el término «Demake».
Los demakes modernos a menudo cambian el motor del videojuego en 3D a uno en 2D. Los demakes populares incluyen a Quest: Brian's Journey, un port oficial para Game Boy Color de Quest 64; Super Smash Land, un demake con estilo de Game Boy de Super Smash Bros.; D-Pad Hero, una versión de Guitar Hero al estilo de videojuegos de NES; Rockman 7 FC y Rockman 8 FC, demakes estilo NES de Mega Man 7 y Mega Man 8, respectivamente; Gang Garrison 2, un demake pixelado de Team Fortress 2; y Halo 2600, un demake con estilo Atari 2600 de la serie Halo de Microsoft.
Si bien la mayoría de los demakes son esfuerzos de homebrew de fanáticos apasionados, algunos están respaldados oficialmente por los creadores originales, como el demake de Famicom/NES de Pac-Man Championship Edition que se incluyó en ediciones físicas japonesas de Namcot Collection como un videojuego adicional original.
Durante gran parte de la década de 1990 en China, Hong Kong y Taiwán, los desarrolladores del mercado negro crearon adaptaciones no autorizadas de videojuegos modernos (en aquel entonces) como Street Fighter II, Mortal Kombat, Final Fantasy VII o Tekken para la NES, que gozaron de considerable popularidad en estas regiones debido a la disponibilidad de sistemas compatibles de bajo costo.